# Launoy
Pour les articles homonymes, voir Launoy (homonymie).
Launoy est une commune française située dans le département de l'Aisne, en région Hauts-de-France.

### Communes limitrophes

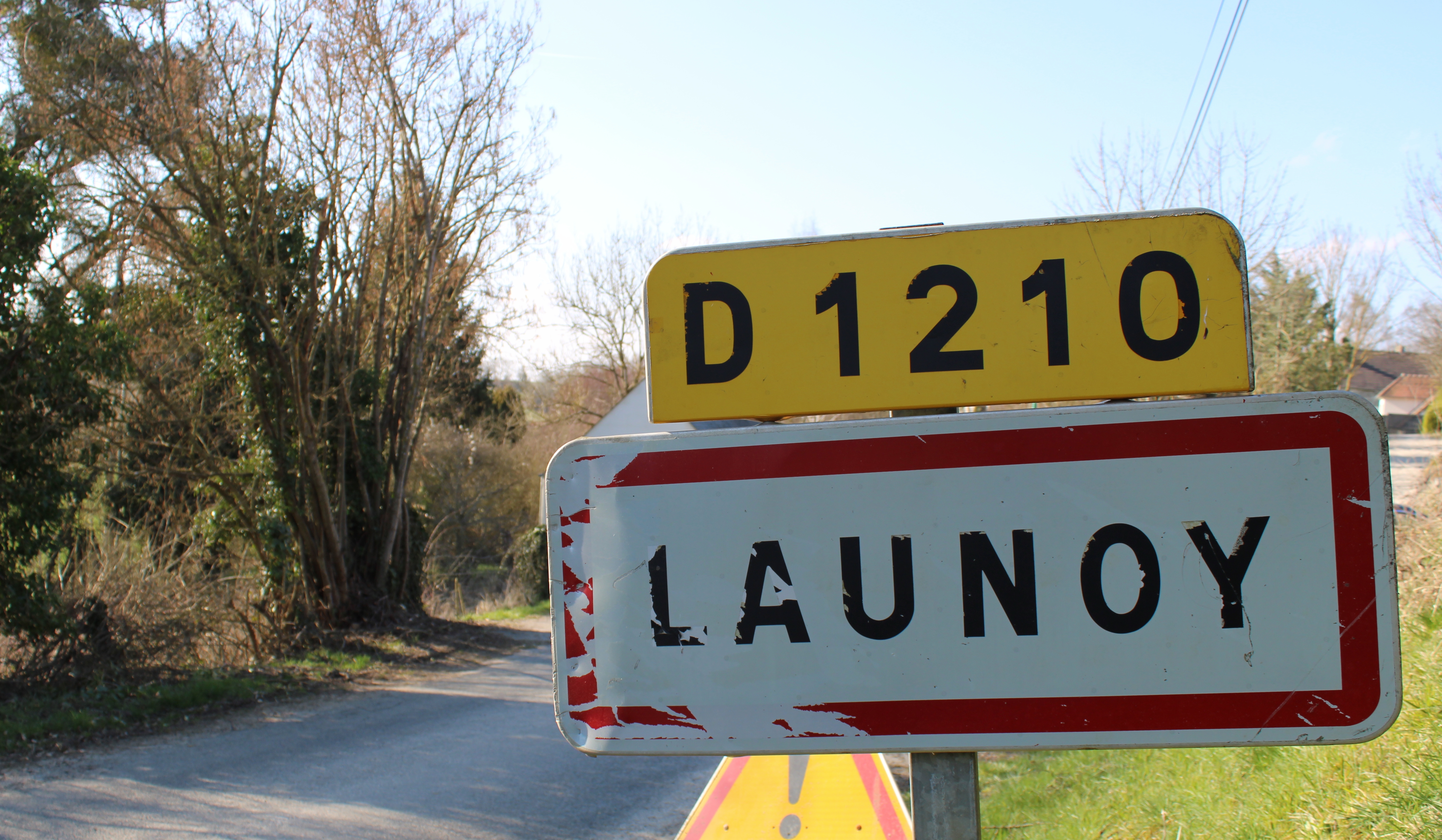
Entrée du village.

## Géographie

### Hydrographie
La commune est située dans le bassin Seine-Normandie. Elle est drainée par la Crise,.
La Crise, d'une longueur de 26 km, prend sa source dans la commune de Arcy-Sainte-Restitue et se jette  dans l'Aisne à Soissons, après avoir traversé huit communes.

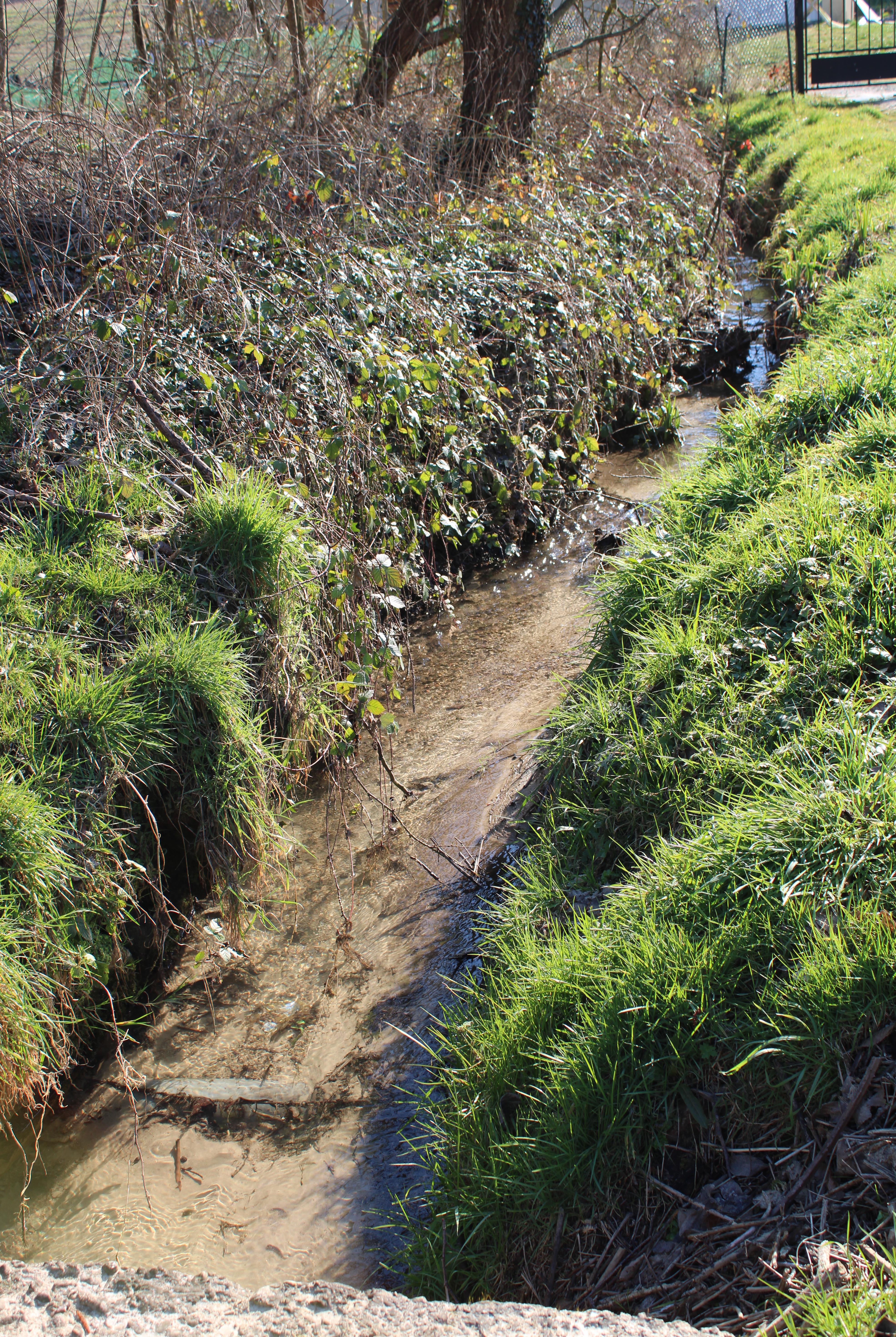
La Crise dans la traversé du village à 1 km de sa source.
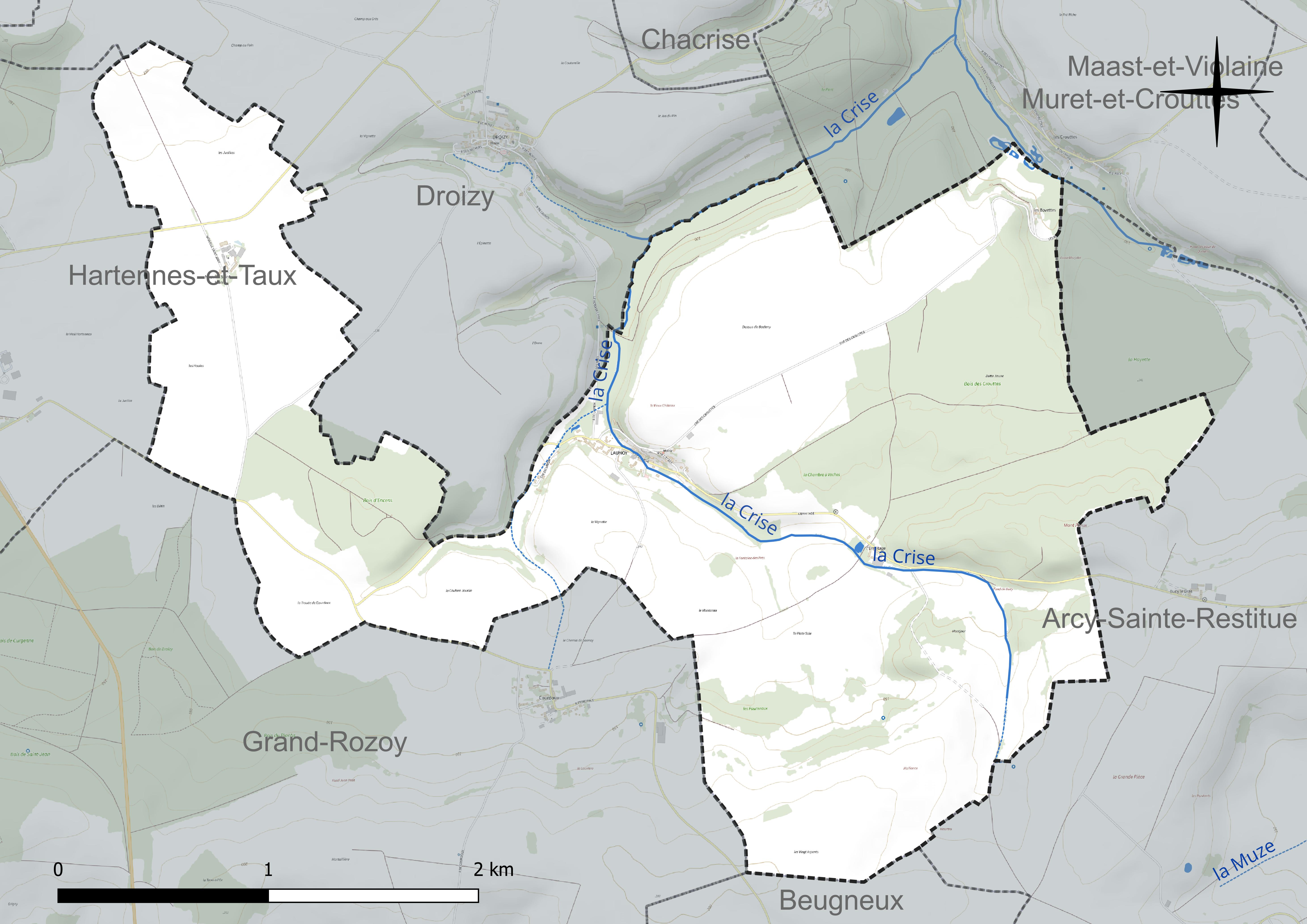
Réseau hydrographique de Launoy.

## Urbanisme

### Typologie
Au 1er janvier 2024, Launoy est catégorisée commune rurale à habitat dispersé, selon la nouvelle grille communale de densité à 7 niveaux définie par l'Insee en 2022.
Elle est située hors unité urbaine. Par ailleurs la commune fait partie de l'aire d'attraction de Soissons, dont elle est une commune de la couronne,. Cette aire, qui regroupe 92 communes, est catégorisée dans les aires de 50 000 à moins de 200 000 habitants,.

### Occupation des sols
L'occupation des sols de la commune, telle qu'elle ressort de la base de données européenne d'occupation biophysique des sols Corine Land Cover (CLC), est marquée par l'importance des territoires agricoles (71,2 % en 2018), une proportion identique à celle de 1990 (71,2 %). La répartition détaillée en 2018 est la suivante : 
terres arables (58,6 %), forêts (28,8 %), zones agricoles hétérogènes (8,4 %), prairies (4,2 %).
L'évolution de l'occupation des sols de la commune et de ses infrastructures peut être observée sur les différentes représentations cartographiques du territoire : la carte de Cassini (XVIIIe siècle), la carte d'état-major (1820-1866) et les cartes ou photos aériennes de l'IGN pour la période actuelle (1950 à aujourd'hui).

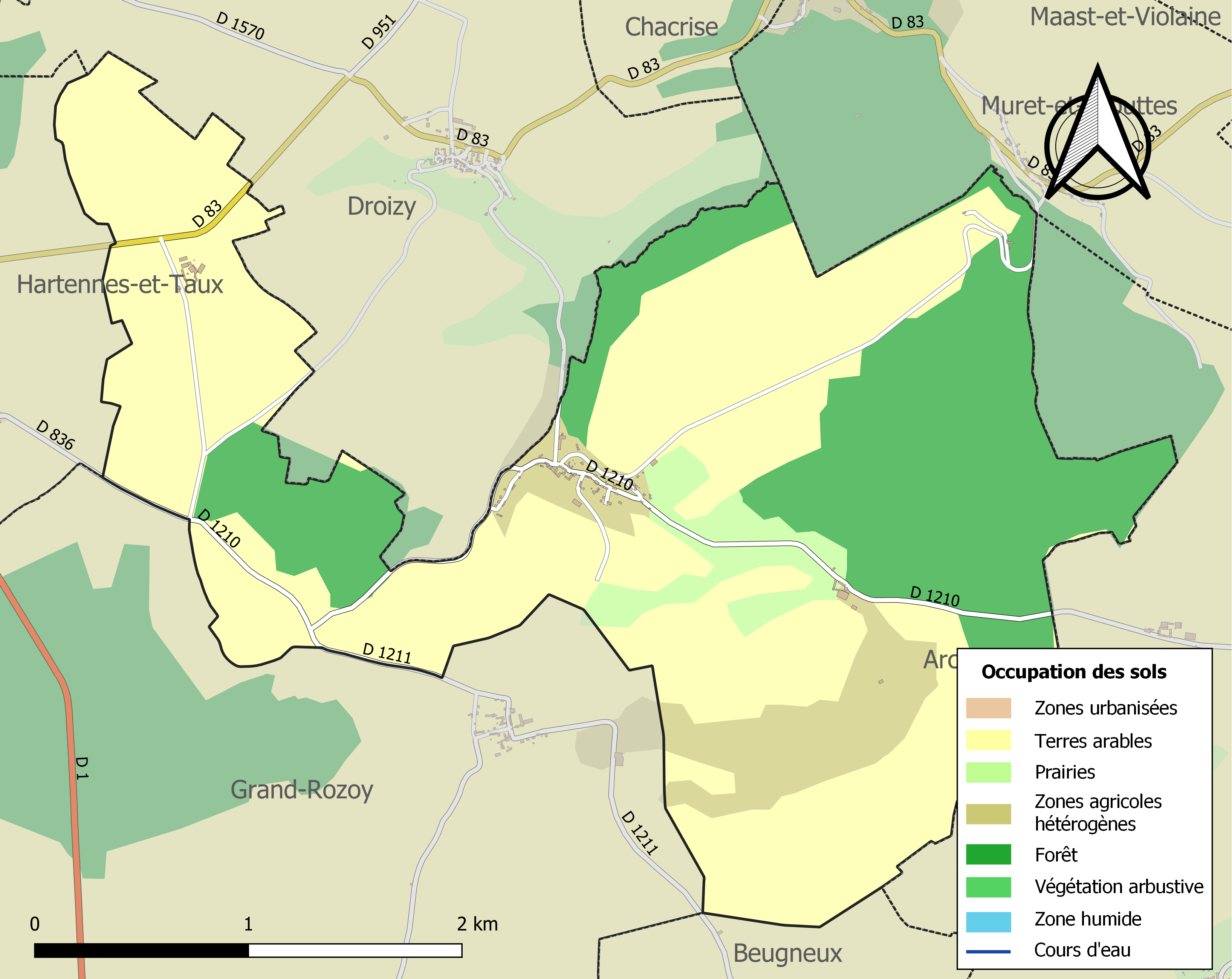
Carte de l'occupation des sols de la commune en 2018 (CLC).

## Toponymie
Le village est cité pour la première fois en l'an 1139 sous le nom latin de Alnetum dans un cartulaire de l'abbaye Saint-Jean des Vignes. Le nom évoluera encore de nombreuses fois en fonction des différents transcripteurs :  Laonnoy, Laulnoy, Laonnoye, Launois, puis  Lannoy au XVIIIe siècle sur la carte de Cassini et enfin la dénomination actuelle Launoy au XIXe siècle.
Du latin alnetum devenu aunoi, avec l'agglutination de l'article, désignant un « lieu planté d'aulnes ».

## Histoire
Nous savons peu de choses sur cette commune sinon qu'une famille noble recensée à partir de 1200 portait le nom de la commune et le plus lointain souverain est né en 1200 à Rethel était comte de Launoy.[réf. nécessaire]

### Première Guerre mondiale
Le village passera aux mains des Allemands le 2 septembre 1918 et sera repris par les troupes à la mi-septembre  après la victoire de la Marne. Le secteur restera sur la ligne de front tout au long de la guerre et passera tour à tour aux mains des Français ou des Allemands.

La partie haute du village subira de nombreux dégâts à la suite des bombardements et l'église sera détruite. Elle sera reconstruite dans la partie basse du village dans les années 1920.

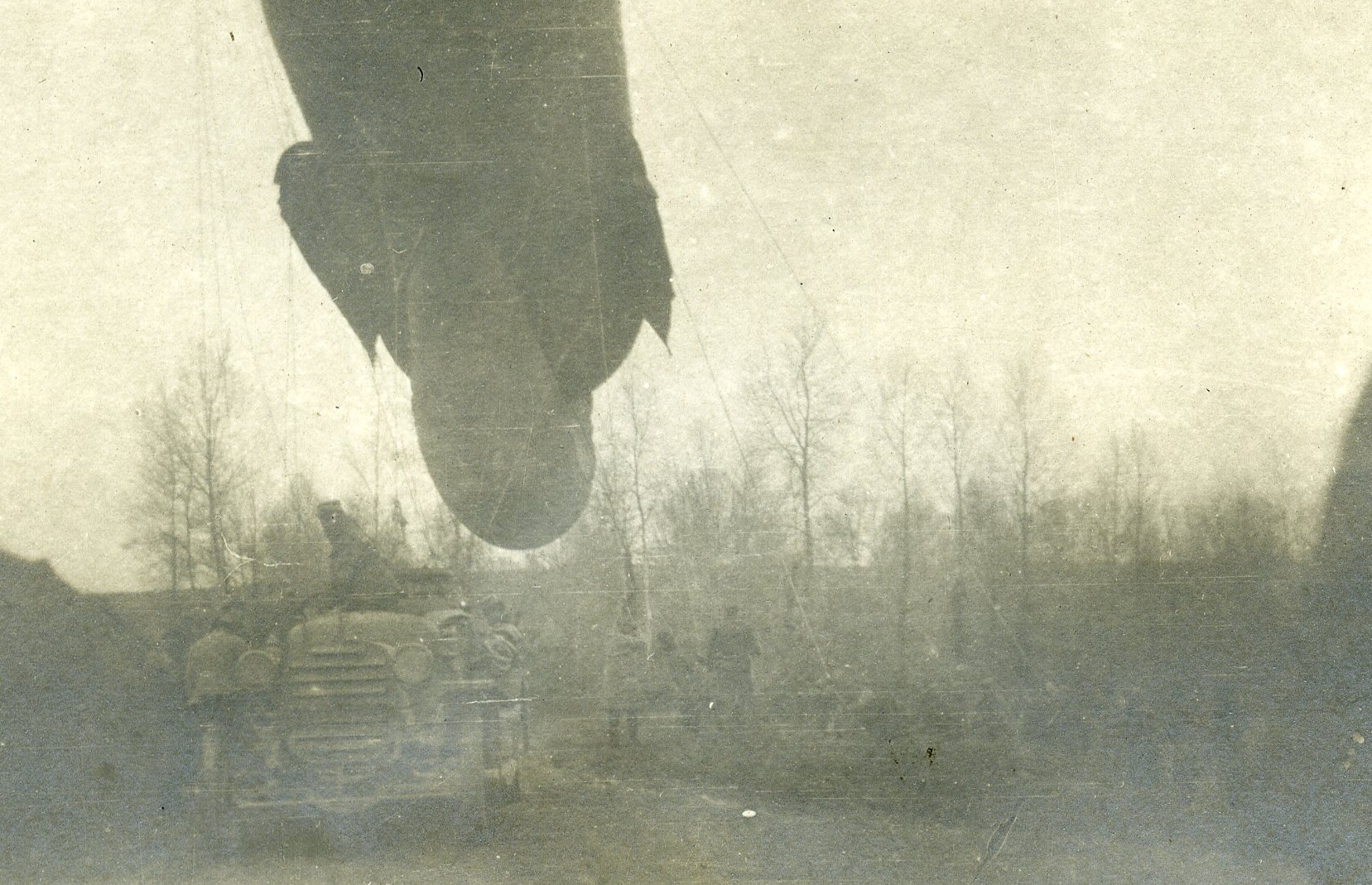
Un ballon captif français pour observer les lignes allemandes à Launoy fin décembre 1916.
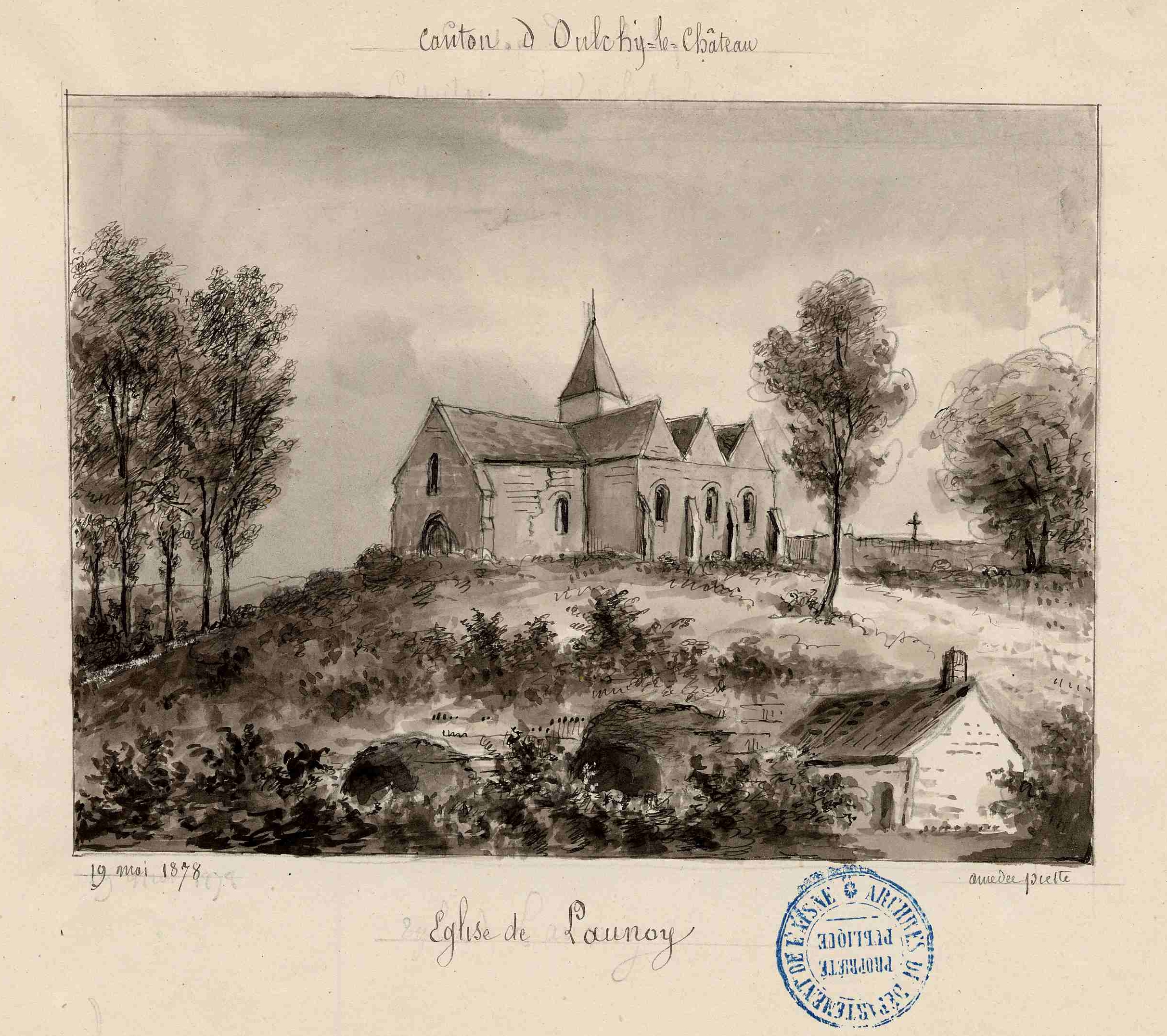
L'ancienne église de Launoy perchée sur les hauteurs du village en 1878 (dessin d'Amédée Piette).
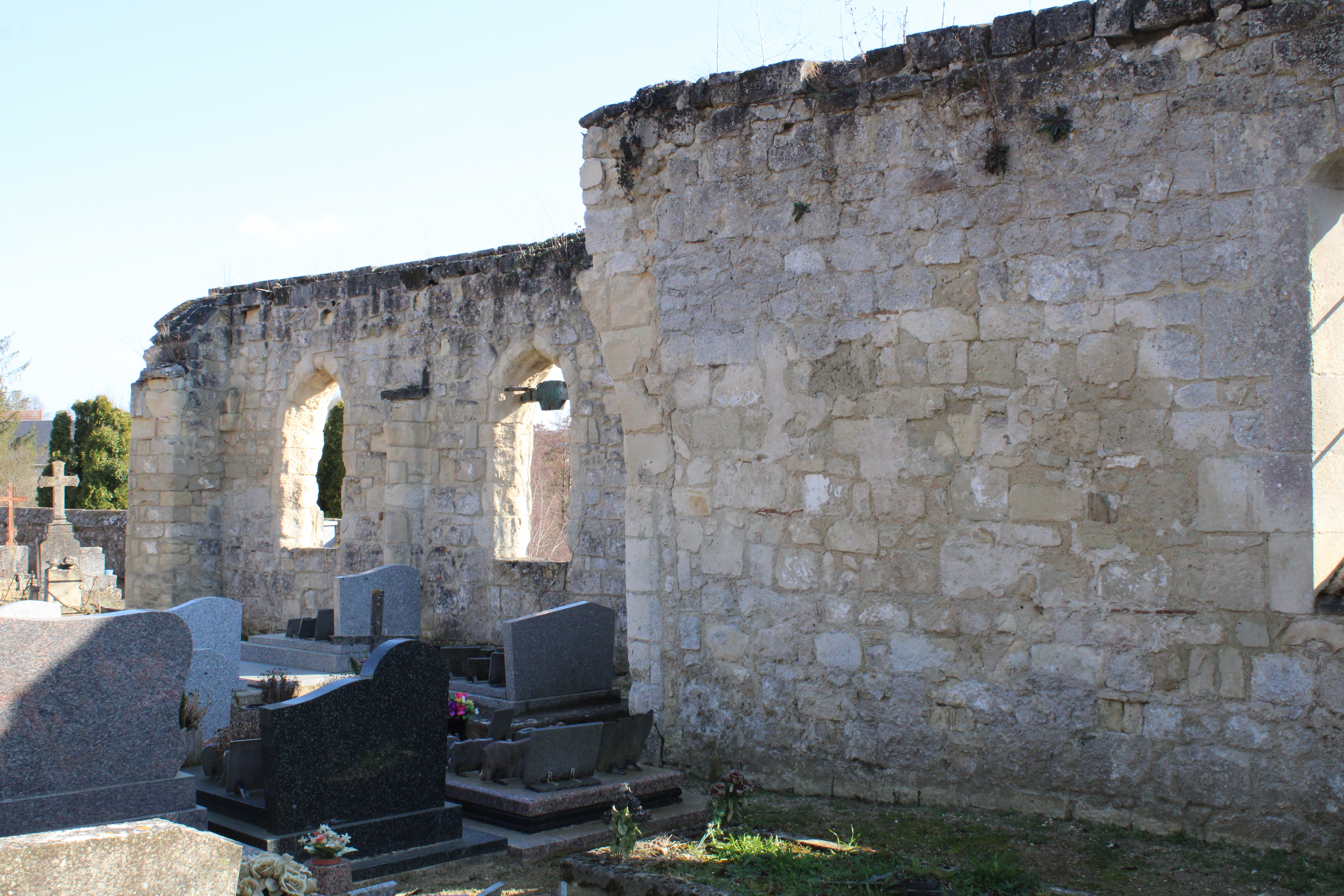
Les ruines de l'église près du cimetière dans le village perché en 2022.
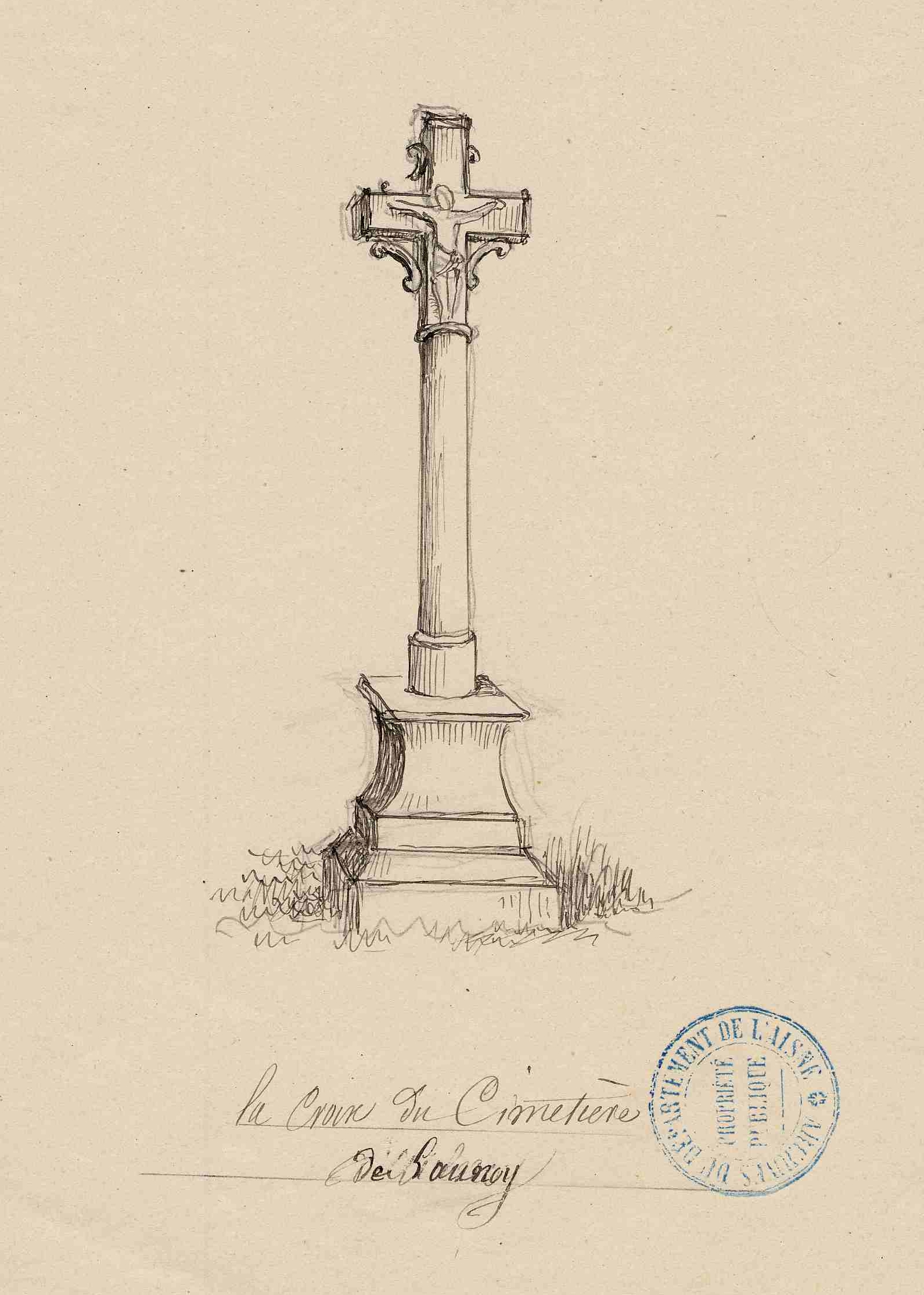
Dessin du calvaire du cimetière en 1878 (dessin d'Amédée Piette).
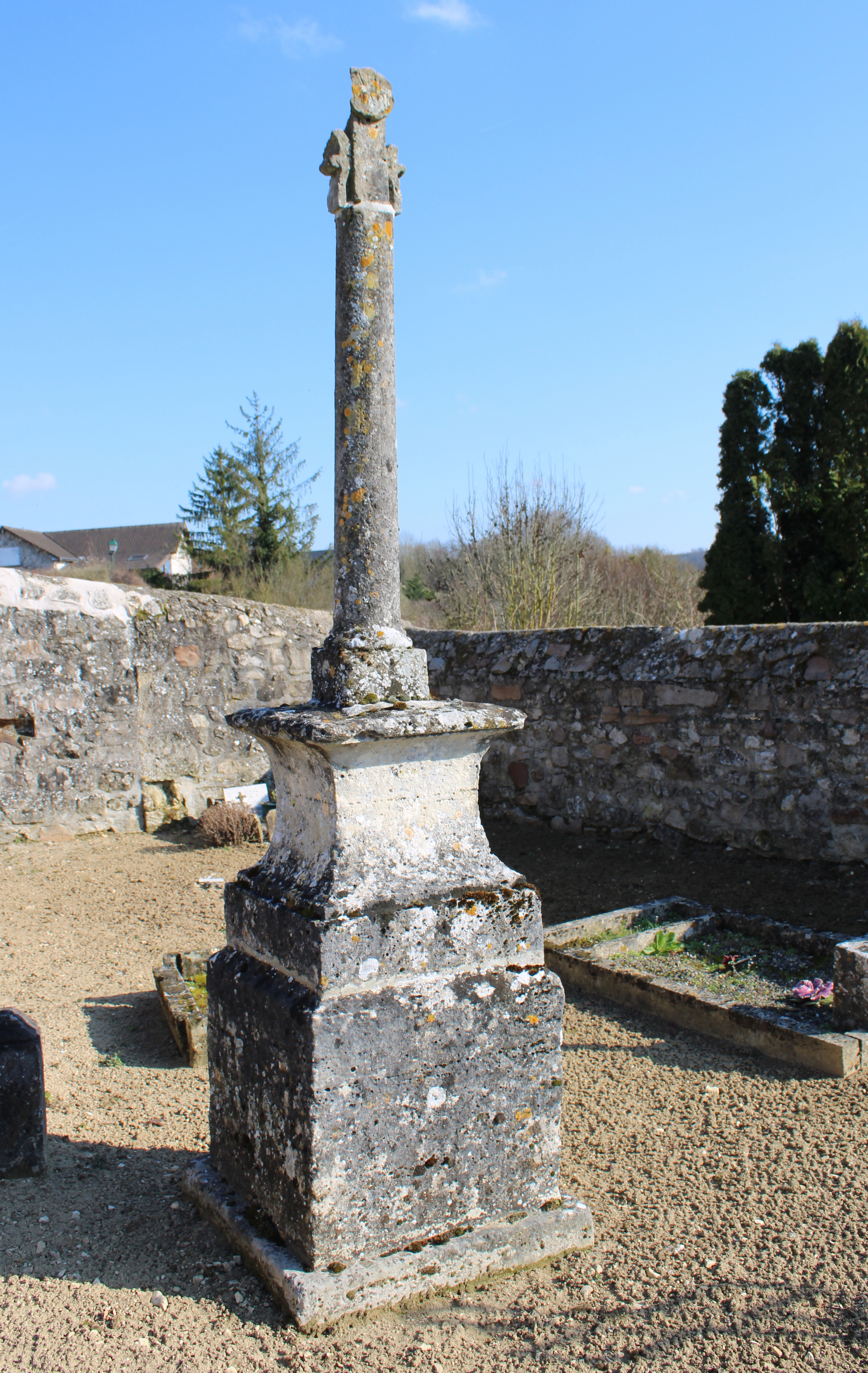
État actuel du calvaire mutilé en 2022.

## Politique et administration

### Découpage territorial
La commune de Launoy est membre de la communauté de communes du Canton d'Oulchy-le-Château, un établissement public de coopération intercommunale (EPCI) à fiscalité propre créé le 30 décembre 1994 dont le siège est à Oulchy-le-Château. Ce dernier est par ailleurs membre d'autres groupements intercommunaux.
Sur le plan administratif, elle est rattachée à l'arrondissement de Soissons, au département de l'Aisne et à la région Hauts-de-France. Sur le plan électoral, elle dépend du  canton de Villers-Cotterêts pour l'élection des conseillers départementaux, depuis le redécoupage cantonal de 2014 entré en vigueur en 2015, et de la cinquième circonscription de l'Aisne  pour les élections législatives, depuis le dernier découpage électoral de 2010.

### Administration municipale

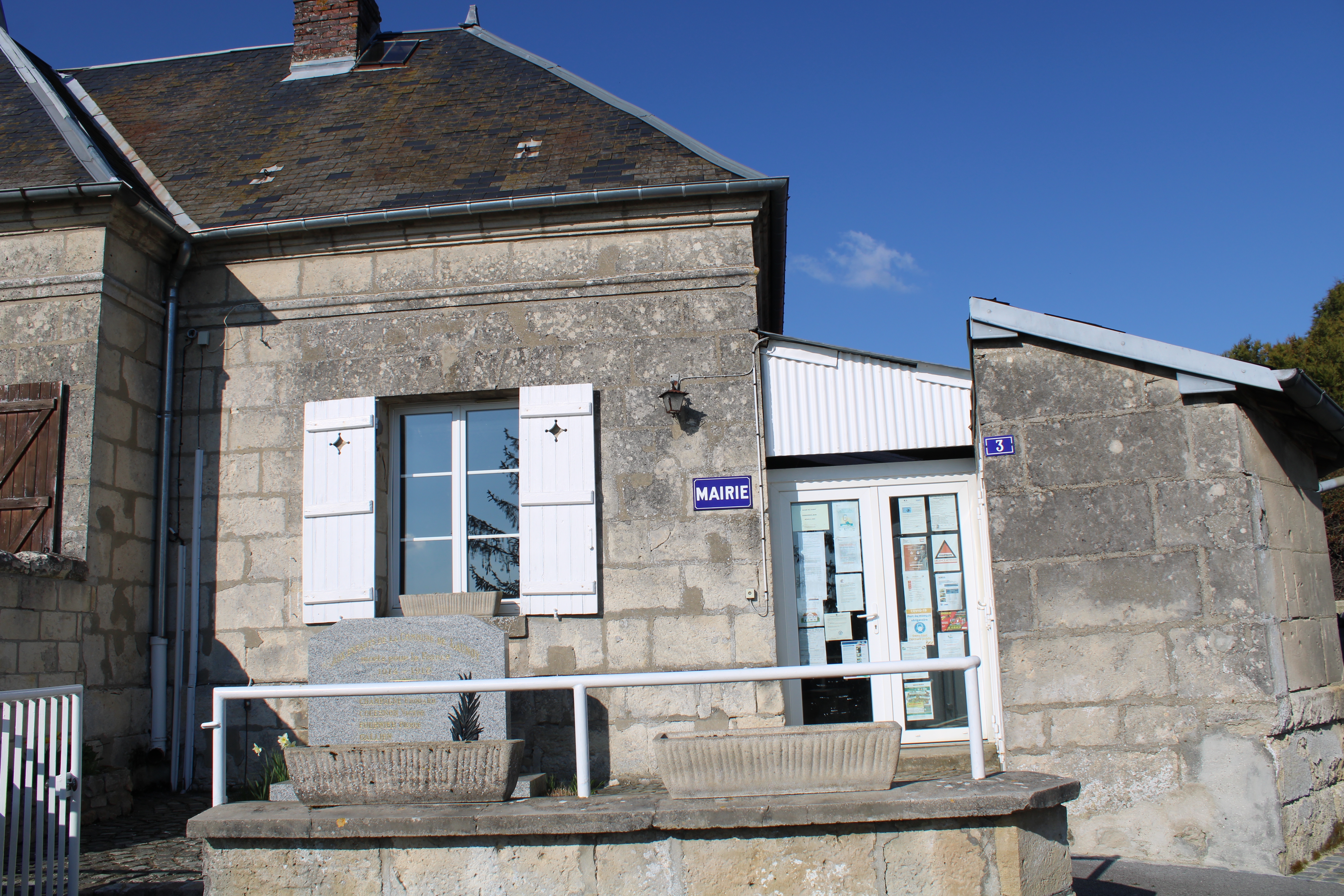
La mairie située dans le village perché.

#### Liste des maires
| Période                                  | Période                       | Identité        | Étiquette | Qualité                                    |
| ---------------------------------------- | ----------------------------- | --------------- | --------- | ------------------------------------------ |
| avant 1874                               | 1875                          | De Vertus       |           |                                            |
| Les données manquantes sont à compléter. |                               |                 |           |                                            |
| mars 2001                                | mars 2008                     | Claude Macquart | DVD       |                                            |
| mars 2008                                | En cours (au 18 juillet 2020) | Jean-Luc Samier | DVD       | Agriculteur Réélu pour le mandat 2020-2026 |

## Population et société

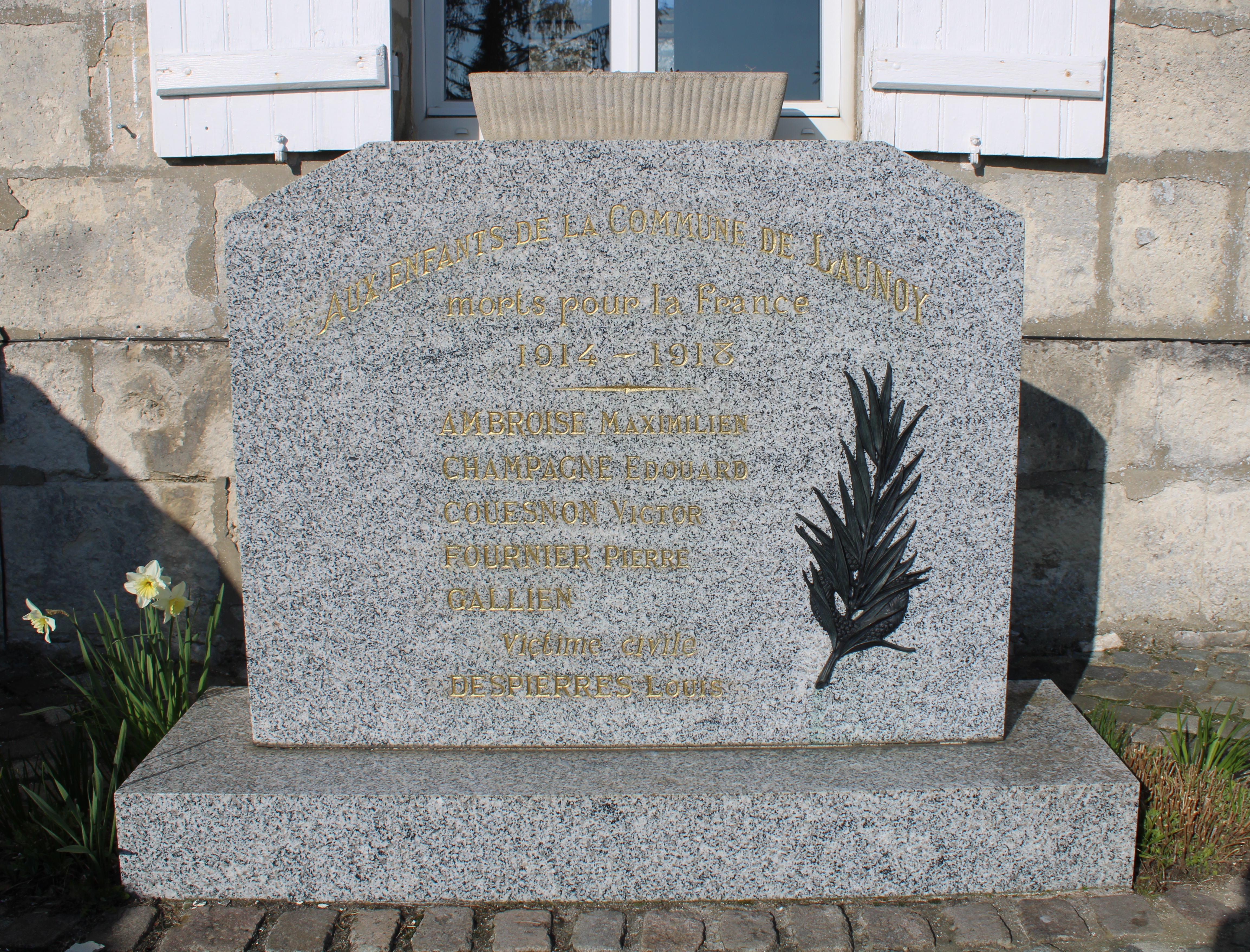
Le monument aux morts situé près de la mairie.

### Démographie
L'évolution du nombre d'habitants est connue à travers les recensements de la population effectués dans la commune depuis 1793. Pour les communes de moins de 10 000 habitants, une enquête de recensement portant sur toute la population est réalisée tous les cinq ans, les populations de référence des années intermédiaires étant quant à elles estimées par interpolation ou extrapolation. Pour la commune, le premier recensement exhaustif entrant dans le cadre du nouveau dispositif a été réalisé en 2008.

En 2022, la commune comptait 98 habitants, en stagnation par rapport à 2016 (Aisne : −1,97 %, France hors Mayotte : +2,11 %).
| 1793 | 1800 | 1806 | 1821 | 1831 | 1836 | 1841 | 1846 | 1851 |
| ---- | ---- | ---- | ---- | ---- | ---- | ---- | ---- | ---- |
| 143  | 110  | 152  | 195  | 244  | 233  | 247  | 212  | 217  |

| 1856 | 1861 | 1866 | 1872 | 1876 | 1881 | 1886 | 1891 | 1896 |
| ---- | ---- | ---- | ---- | ---- | ---- | ---- | ---- | ---- |
| 202  | 204  | 187  | 188  | 183  | 151  | 150  | 164  | 160  |

| 1901 | 1906 | 1911 | 1921 | 1926 | 1931 | 1936 | 1946 | 1954 |
| ---- | ---- | ---- | ---- | ---- | ---- | ---- | ---- | ---- |
| 144  | 159  | 138  | 137  | 137  | 184  | 137  | 103  | 97   |

| 1962 | 1968 | 1975 | 1982 | 1990 | 1999 | 2006 | 2008 | 2013 |
| ---- | ---- | ---- | ---- | ---- | ---- | ---- | ---- | ---- |
| 83   | 83   | 75   | 71   | 63   | 69   | 92   | 99   | 102  |

| 2018 | 2022 | - | - | - | - | - | - | - |
| ---- | ---- | - | - | - | - | - | - | - |
| 100  | 98   | - | - | - | - | - | - | - |

## Culture locale et patrimoine

### Galerie

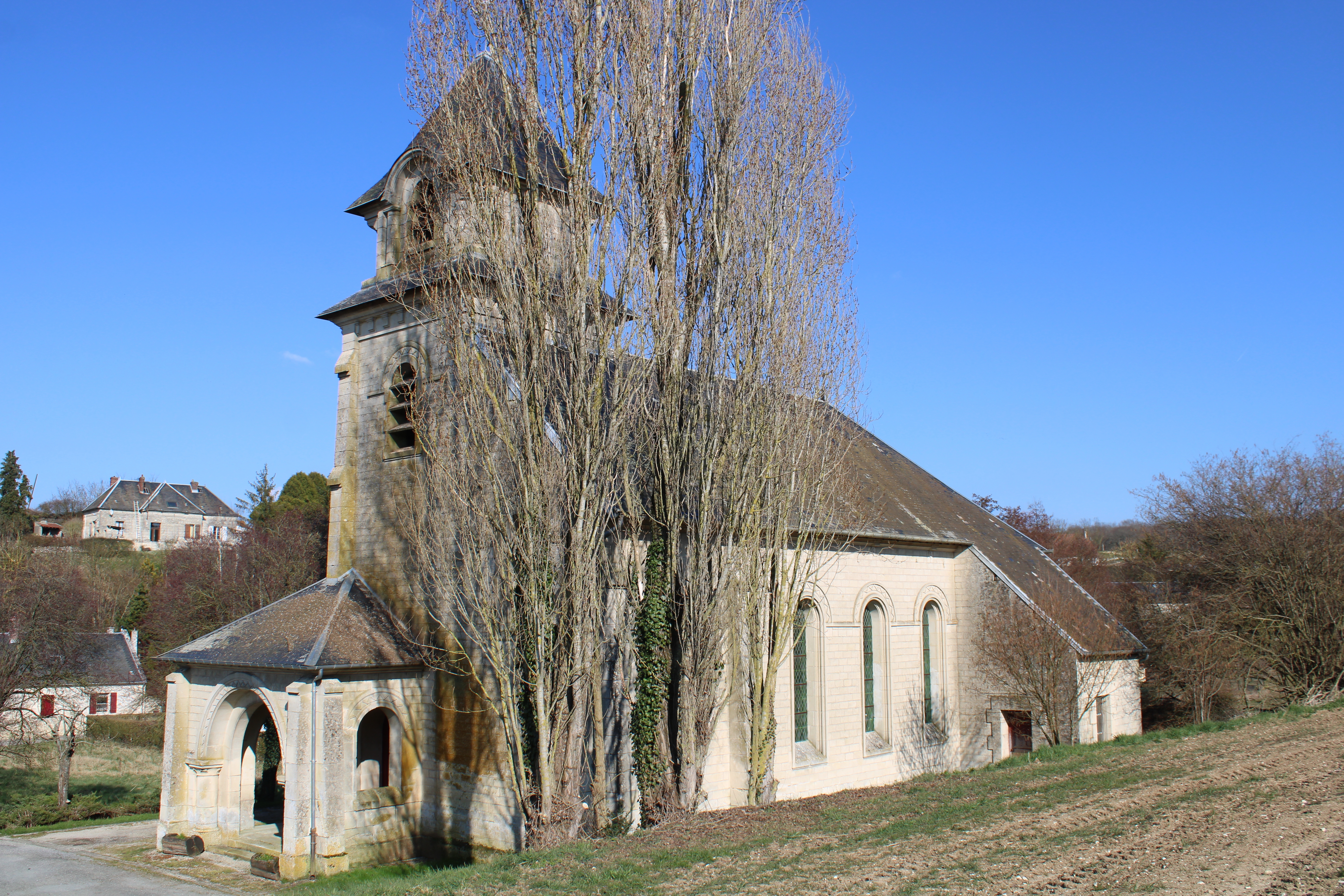
L'église actuelle et la mairie en arrière plan.
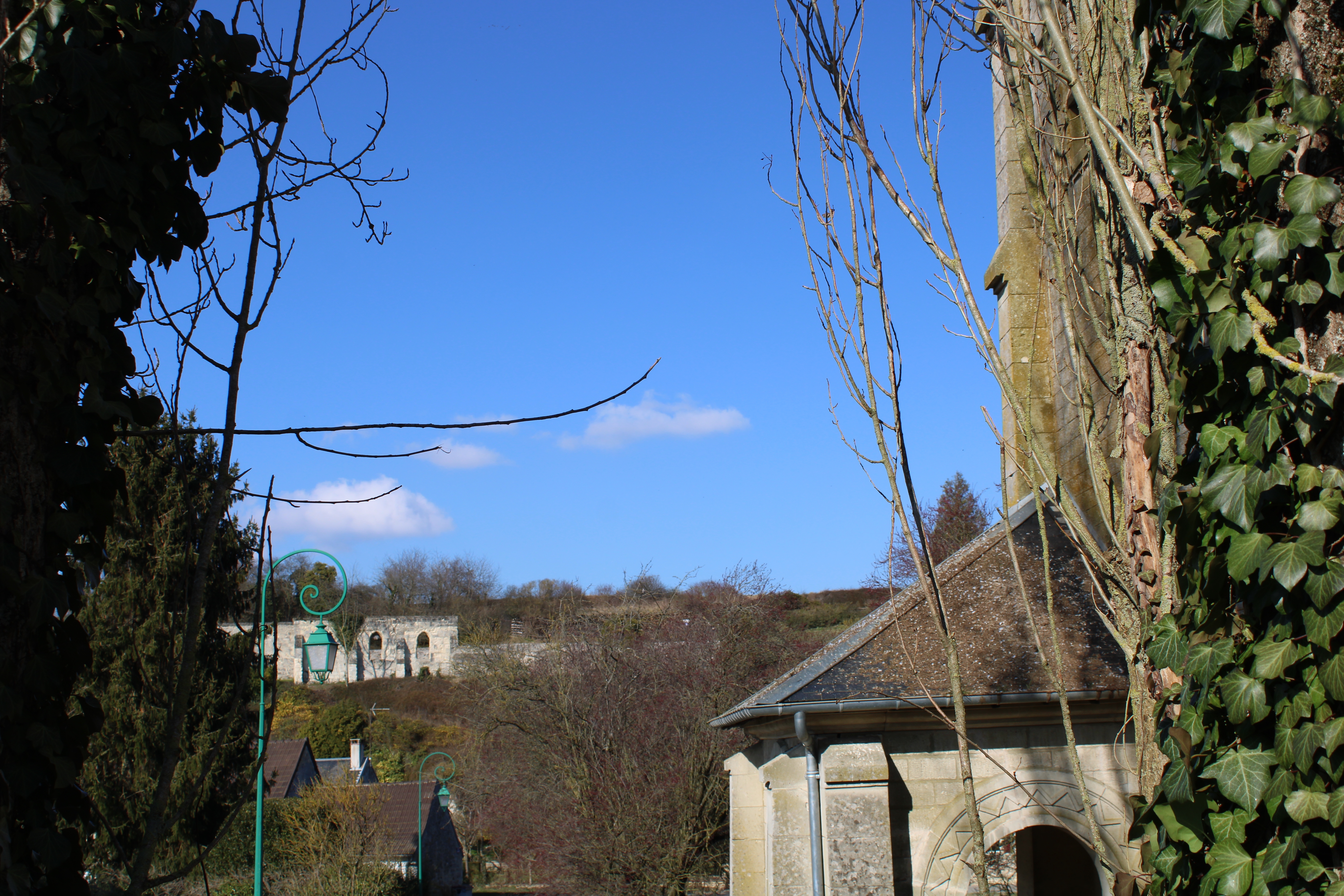
L'église actuelle et les ruines de l'ancienne église en arrière plan.
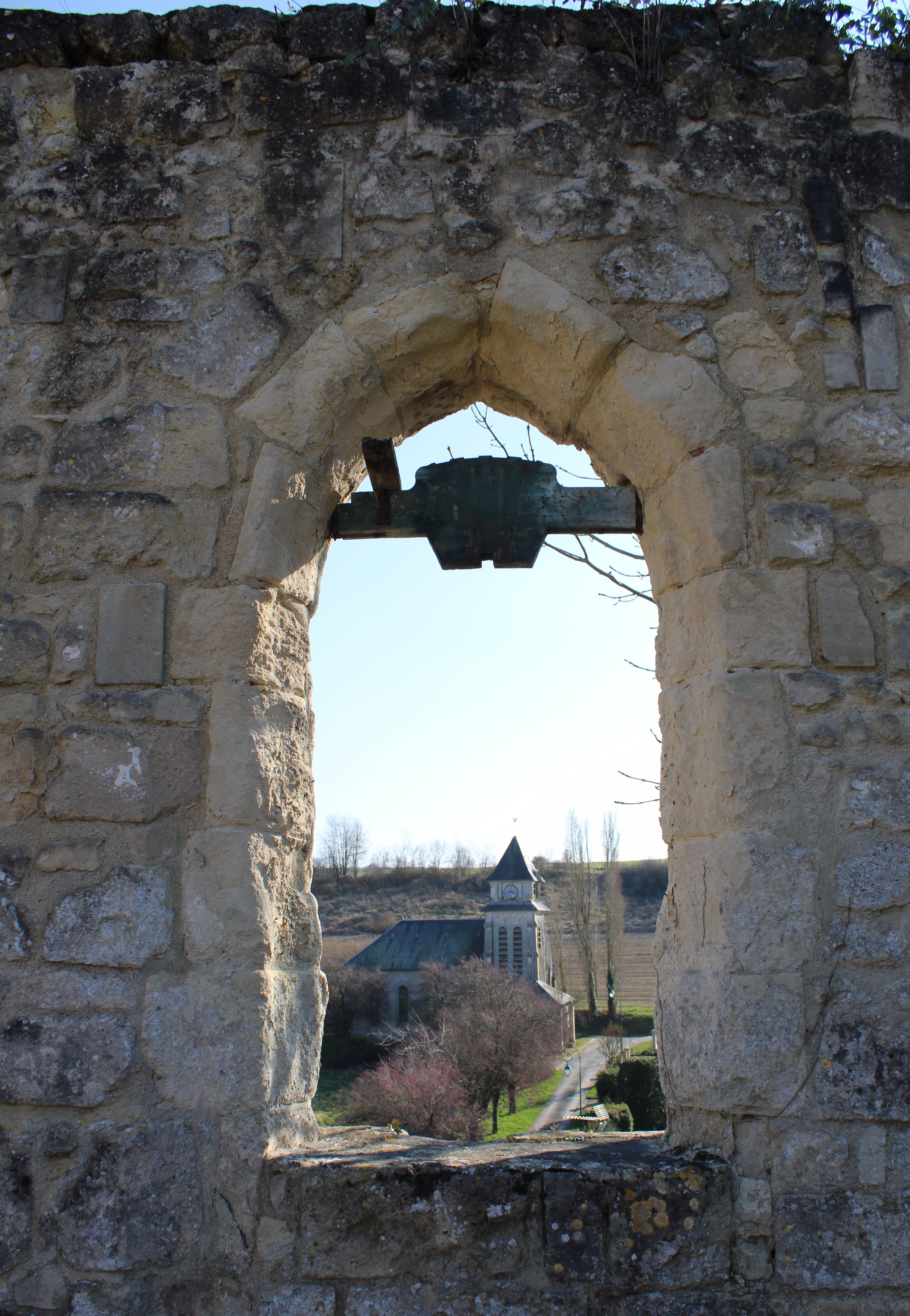
Vue de la nouvelle église depuis une baie des ruines de l'ancienne église.
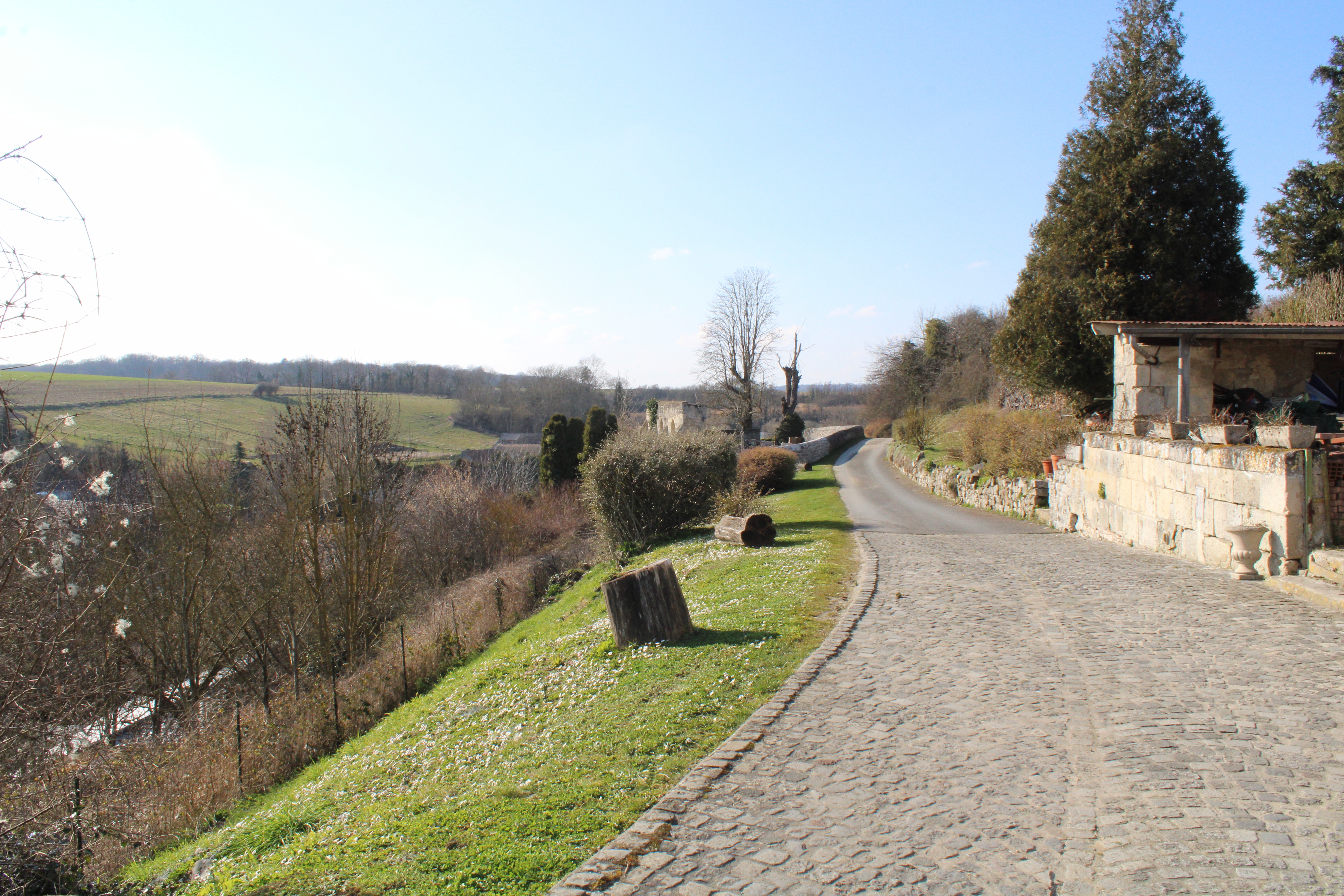
Vue du village perché.

### Lieux et monuments
- Ruines de l'ancienne église, détruite lors de la Première Guerre mondiale, servant de cadre au cimetière.

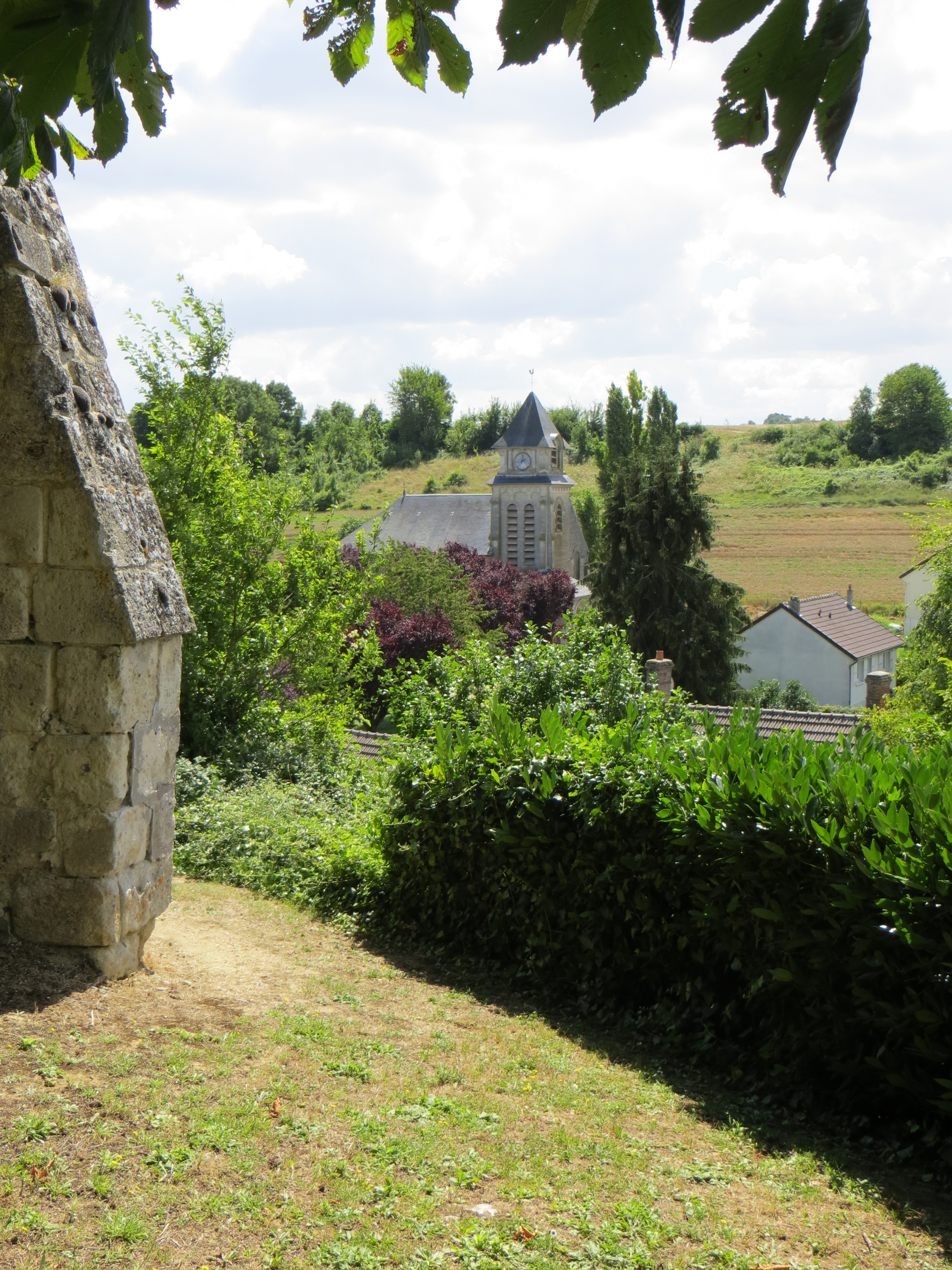
L'église - cloche de l'église sonnant 14 h :Fichier:Launoy - Cloche de l'église.ogg

- Église de la Vierge.
- Ferme de Neuville-Saint-Jean.

### Personnalités liées à la commune
- Albert Forzy (1856-1930), homme politique, y est né.

## Climat
Pour des articles plus généraux, voir Climat des Hauts-de-France et Climat de l'Aisne.
En 2010, le climat de la commune est de type climat océanique dégradé des plaines du Centre et du Nord, selon une étude du CNRS s'appuyant sur une série de données couvrant la période 1971-2000. En 2020, Météo-France publie une typologie des climats de la France métropolitaine dans laquelle la commune est exposée à un climat océanique altéré et est dans la région climatique Nord-est du bassin Parisien, caractérisée par un ensoleillement médiocre, une pluviométrie moyenne régulièrement répartie au cours de l'année et un hiver froid (3 °C).
Pour la période 1971-2000, la température annuelle moyenne est de 10,5 °C, avec une amplitude thermique annuelle de 15 °C. Le cumul annuel moyen de précipitations est de 728 mm, avec 12,2 jours de précipitations en janvier et 8,9 jours en juillet. Pour la période 1991-2020, la température moyenne annuelle observée sur la station météorologique la plus proche, située sur la commune de Braine à 13 km à vol d'oiseau, est de 11,3 °C et le cumul annuel moyen de précipitations est de 662,7 mm,. Pour l'avenir, les paramètres climatiques de la commune estimés pour 2050 selon différents scénarios d'émission de gaz à effet de serre sont consultables sur un site dédié publié par Météo-France en novembre 2022.